# خوان أغوديلو
خوان أغوديلو (23 نوفمبر 1992 مانيزاليس كولومبيا - ) هو لاعب كرة قدم كولومبي، يلعب كمهاجم.

## وصلات خارجية
خوان أغوديلو على موقع الاتحاد الدولي (مؤرشف)  (الإنجليزية)
- خوان أغوديلو على موقع الدوري الأمريكي (الإنجليزية)
- خوان أغوديلو على موقع قاعدة بيانات كرة القدم.إي يو (الإنجليزية)
- خوان أغوديلو على موقع ناشيونال فوتبول تيمز (الإنجليزية)
- خوان أغوديلو على موقع Soccerbase.com (لاعب) (الإنجليزية)
- خوان أغوديلو على موقع Soccerway.com (الإنجليزية)
- خوان أغوديلو على موقع عالم كرة القدم.نت (الإنجليزية)
- خوان أغوديلو على موقع AS.com (الإسبانية)